# Indianapolis 500 2002

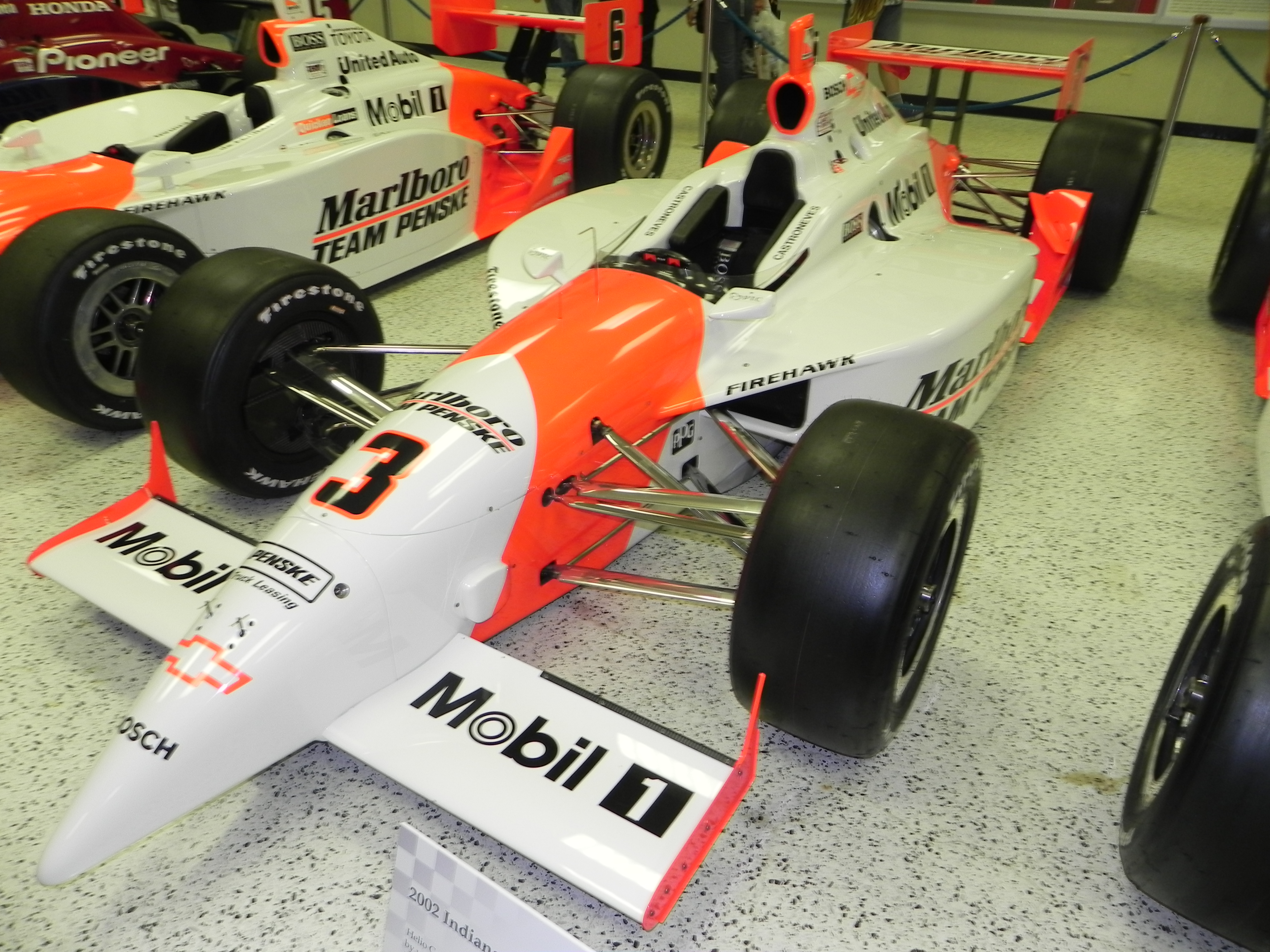
Das Siegerauto von Helio Castroneves

Das 86. Indianapolis 500 (offiziell 86th Running of the Indianapolis 500) auf dem Indianapolis Motor Speedway fand am 26. Mai 2002 statt und ging über eine Distanz von 200 Runden à 4,023 km, was einer Gesamtdistanz von 804,672 km entspricht.

## Bericht
Beim Start übernahm Polesitter Bruno Junqueira die Führung für die ersten 32 Runden. Greg Ray verunfallte in Kurve eins und sorgte für die erste Gelbphase. Der führende Junqueira blieb beim Verlassen der Boxen stehen, sein Auto musste neugestartet werden. Der Rookie Tomas Scheckter übernahm den ersten Rang. Nach weiteren Boxenstopps ging in der 70. Runde Tony Kanaan in Führung. In Runde 78 streifte Sam Hornish Jr. die Mauer und er beschädigte seine Aufhängung. Er konnte das Auto zur Box fahren und eine Reparatur folgte. Drei Runden später kamen die Führenden zum Boxenstopp. In der 90. Runde fuhr Kanaan zu einem weiteren Stopp in die Box. Fast gleichzeitig schieden Jimmy Vasser und Junqueira wegen technischer Probleme aus. Eine kleine Ölspur auf der Strecke blieb unbemerkt von den Streckenposten. Der immer noch führende Kanaan drehte sich auf dem Öl und verunfallte in Kurve 3, ebenso erging es Rick Treadway. So übernahm Scheckter wieder die Führung vom ausgeschiedenen Kanaan. In der Zwischenzeit kehrte Hornish Jr. mit mehreren Runden Rückstand wieder zurück ins Rennen. Die folgenden zwei Boxenstopp-Serien wurden unter Grün absolviert. Die Führung wechselte deshalb zwischen Scheckter, Gil de Ferran, Scott Sharp, Felipe Giaffone und AlexBarron. Scheckter führte das Rennen 30 Runden vor Schluss mit 8,3 Sekunden vor Paul Tracy an, der dank guter Boxenstopp-Strategie nach vorn gekommen war. In Runde 173, nach 85 Führungsrunden, rutschte Scheckter in Kurve vier in die Mauer. Während dieser Gelbphase kamen bis auf Castroneves alle Spitzenautos zum letzten Stopp an die Boxen. Die Penske-Strategen hatten ausgerechnet, dass der Kraftstoff für Castroneves bis ins Ziel knapp reichen sollte, er übernahm die Führung. Beim Auto von De Ferran wurde ein Rad nicht richtig festgeschraubt, er verlor das Rad und schied aus. Castroneves begann Kraftstoff zu sparen, was Tracy und Giaffone ermöglichte, auf Castroneves aufzuschließen. Dem Führenden kam zugute, dass es wegen eines Unfalls zwischen Laurent Redon und Buddy Lazier eine weitere Gelbphase gegeben hatte. Die ähnlich lackierten Autos von Dario Franchitti, der bereits überrundet war, und dem auf dem zweiten Rang fahrenden Tracy wurden von der Rennleitung und seinem Team verwechselt. So ging Tracy erst davon aus, dass er das Rennen gewonnen hatte. Dies wurde noch während der Auslaufrunde korrigiert und Castroneves zum Sieger erklärt. So gewann Castroneves nach seinem Sieg 2001 das Indy 500 zum zweiten Mal in Folge.

## Startaufstellung
| Reihe | Innen                 | Mitte             | Außen                 |
| ----- | --------------------- | ----------------- | --------------------- |
| 1     | 33 – Bruno Junqueira  | 24 – Robbie Buhl  | 2 – Raul Boesel       |
| 2     | 21 – Felipe Giaffone  | 17 – Tony Kanaan  | 51 – Eddie Cheever    |
| 3     | 4 – Sam Hornish Jr.   | 8 – Scott Sharp   | 23 – Sarah Fisher     |
| 4     | 52 – Tomas Scheckter  | 31 – Robby Gordon | 7 – Al Unser Jr.      |
| 5     | 3 – Hélio Castroneves | 6 – Gil de Ferran | 9 – Jeff Ward         |
| 6     | 34 – Laurent Rédon    | 5 – Rick Treadway | 53 – Max Papis        |
| 7     | 19 – Jimmy Vasser     | 91 – Buddy Lazier | 22 – Kenny Bräck      |
| 8     | 20 – Richie Hearn     | 98 – Billy Boat   | 55 – Arie Luyendyk    |
| 9     | 39 – Michael Andretti | 44 – Alex Barron  | 12 – Shigeaki Hattori |
| 10    | 27 – Dario Franchitti | 26 – Paul Tracy   | 14 – Airton Daré      |
| 11    | 11 – Greg Ray         | 30 – George Mack  | 99 – Mark Dismore     |

## Klassifikationen

### Endergebnis
| Pos. | Nr. | Fahrer                | Team                            | Chassis | Motor     | Rd.           | Start |
| ---- | --- | --------------------- | ------------------------------- | ------- | --------- | ------------- | ----- |
| 1    | 3   | Hélio Castroneves (W) | Team Penske                     | Dallara | Chevrolet | 200           | 13    |
| 2    | 26  | Paul Tracy            | Team Green                      | Dallara | Chevrolet | 200           | 23    |
| 3    | 21  | Felipe Giaffone       | Mo Nunn Racing                  | G-Force | Chevrolet | 200           | 4     |
| 4    | 44  | Alex Barron (R)       | Blair Racing                    | Dallara | Chevrolet | 200           | 18    |
| 5    | 51  | Eddie Cheever (W)     | Team Cheever                    | Dallara | Infiniti  | 200           | 6     |
| 6    | 20  | Richie Hearn          | Sam Schmidt Motorsports         | Dallara | Chevrolet | 200           | 29    |
| 7    | 39  | Michael Andretti      | Team Green                      | Dallara | Chevrolet | 200           | 15    |
| 8    | 31  | Robby Gordon          | Team Menard                     | Dallara | Chevrolet | 200           | 11    |
| 9    | 9   | Jeff Ward             | Chip Ganassi Racing             | G-Force | Chevrolet | 200           | 17    |
| 10   | 6   | Gil de Ferran         | Team Penske                     | Dallara | Chevrolet | 200           | 16    |
| 11   | 22  | Kenny Bräck (W)       | Chip Ganassi Racing             | G-Force | Chevrolet | 200           | 28    |
| 12   | 7   | Al Unser Jr. (W)      | Kelley Racing                   | Dallara | Chevrolet | 199           | 12    |
| 13   | 14  | Airton Daré           | A. J. Foyt Enterprises          | Dallara | Chevrolet | 199           | 25    |
| 14   | 55  | Arie Luyendyk (W)     | Treadway Racing                 | G-Force | Chevrolet | 199           | 14    |
| 15   | 91  | Buddy Lazier (W)      | Hemelgarn Racing                | Dallara | Chevrolet | 198           | 27    |
| 16   | 24  | Robbie Buhl           | Dreyer & Reinbold Racing        | G-Force | Infiniti  | 198           | 2     |
| 17   | 30  | George Mack (R)       | 310 Racing                      | G-Force | Chevrolet | 198           | 31    |
| 18   | 98  | Billy Boat            | CURB/Agajanian/Beck Motorsports | Dallara | Chevrolet | 198           | 33    |
| 19   | 27  | Dario Franchitti (R)  | Team Green                      | Dallara | Chevrolet | 197           | 20    |
| 20   | 12  | Shigeaki Hattori (R)  | Bradley Motorsports             | Dallara | Infiniti  | Motor (197)   | 19    |
| 21   | 2   | Raul Boesel           | Team Menard                     | Dallara | Chevrolet | 197           | 3     |
| 22   | 34  | Laurent Rédon (R)     | Conquest Racing                 | Dallara | Infiniti  | Unfall (196)  | 21    |
| 23   | 53  | Max Papis (R)         | Team Cheever                    | Dallara | Infiniti  | 196           | 24    |
| 24   | 23  | Sarah Fisher          | Dreyer & Reinbold Racing        | G-Force | Infiniti  | 196           | 9     |
| 25   | 4   | Sam Hornish Jr.       | Panther Racing                  | Dallara | Chevrolet | 186           | 7     |
| 26   | 52  | Tomas Scheckter (R)   | Team Cheever                    | Dallara | Infiniti  | Unfall (172)  | 10    |
| 27   | 8   | Scott Sharp           | Kelley Racing                   | Dallara | Chevrolet | Motor (137)   | 8     |
| 28   | 17  | Tony Kanaan (R)       | Mo Nunn Racing                  | G-Force | Chevrolet | Unfall (89)   | 5     |
| 29   | 5   | Rick Treadway (R)     | Treadway Racing                 | G-Force | Chevrolet | Unfall (88)   | 22    |
| 30   | 19  | Jimmy Vasser          | Team Rahal                      | Dallara | Chevrolet | Getriebe (87) | 26    |
| 31   | 33  | Bruno Junqueira       | Chip Ganassi Racing             | G-Force | Chevrolet | Getriebe (87) | 1     |
| 32   | 99  | Mark Dismore          | Sam Schmidt Motorsports         | Dallara | Chevrolet | Lenkung (58)  | 32    |
| 33   | 11  | Greg Ray              | A. J. Foyt Enterprises          | Dallara | Chevrolet | Unfall (28)   | 30    |

(R)=Rookie / (W)=früherer Gewinner / 5 Gelbphasen für 35 Rd. / Reifen: alle mit Firestone

## Führungsrunden
| Fahrer            | Team                | Anzahl |
| ----------------- | ------------------- | ------ |
| Tomas Scheckter   | Team Cheever        | 85     |
| Bruno Junqueira   | Chip Ganassi Racing | 32     |
| Hélio Castroneves | Team Penske         | 24     |
| Tony Kanaan       | Mo Nunn Racing      | 23     |
| Gil de Ferran     | Team Penske         | 13     |
| Felipe Giaffone   | Mo Nunn Racing      | 12     |
| Alex Barron       | Blair Racing        | 7      |
| Scott Sharp       | Kelley Racing       | 3      |
| Al Unser Jr.      | Kelley Racing       | 1      |